# 2015年尼日襲擊
2015年尼日襲擊是發生於2015年2月6日的攻擊事件。博科聖地針對尼日的的城市博索及迪法進行突擊，但最終以失敗收場。此次事件也是博科聖地首次對尼日發動大規模攻擊。

## 背景
2013年6月，由於博科聖地與奈及利亞政府軍於奈及利亞博爾諾州交戰，大約有五千至一萬名難民逃往博索。
迪法則和奈及利亞僅相隔一條約貝河。此河流水位下降時提供了難民逃亡的機會，前往尚未燃起戰火的尼日。
2015年2月5日，一名奈及利亞國會的發言人表示將會和尼日政府討論如何準備反制博科聖地。

## 襲擊
2015年2月6日清晨，博科聖地成員跨過奈及利亞與尼日的邊界後，向博索與迪法襲擊，但被尼日政府軍成功擊退。駐於博索的查德政府軍也協助了戰鬥的一部分。總計有109名博科聖地成員陣亡，尼日方面則有5人死亡，其中包括一名平民喪生以及17人受傷。